# ATP Challenger Curitiba-2
Das ATP Challenger Curitiba-2 (offiziell: Curitiba Challenger) war ein Tennisturnier, das von 1980 bis 2001 mit Unterbrechungen jährlich in Curitiba, Brasilien, stattfand. Es gehörte zur ATP Challenger Tour und wurde im Freien auf Sand gespielt. Carlos Kirmayr ist mit zwei Titeln im Einzel und einem im Doppel Rekordsieger des Turniers.

## Liste der Sieger

### Einzel
| Jahr                         | Sieger             | Finalgegner        | Ergebnis      |
| ---------------------------- | ------------------ | ------------------ | ------------- |
| 2001                         | Flávio Saretta     | Luis Horna         | 7:63, 6:1     |
| 1998–2000: nicht ausgetragen |                    |                    |               |
| 1997                         | Gustavo Kuerten    | Răzvan Sabău       | 3:6, 6:4, 6:3 |
| 1994–1996: nicht ausgetragen |                    |                    |               |
| 1993                         | Gilbert Schaller   | Christian Miniussi | 6:4, 6:0      |
| 1991–1992: nicht ausgetragen |                    |                    |               |
| 1990                         | Pedro Rebolledo    | Javier Frana       | 6:1, 7:5      |
| 1986–1989: nicht ausgetragen |                    |                    |               |
| 1985 (2)                     | Júlio Góes (2)     | Milan Šrejber      | 6:4, 6:4      |
| 1985 (1)                     | Júlio Góes (1)     | Gustavo Guerrero   | 6:4, 6:0      |
| 1984                         | Martín Jaite       | Ivan Kley          | 6:2, 6:4      |
| 1983                         | Zoltán Kuhárszky   | Júlio Góes         | 6:2, 7:6      |
| 1982                         | Carlos Kirmayr (2) | João Soares        | 6:2, 6:4      |
| 1981                         | Carlos Kirmayr (1) | Alejandro Ganzábal | 6:1, 6:1      |
| 1980                         | Gustavo Guerrero   | Marcos Hocevar     | 7:6, 6:3      |

### Doppel
| Jahr                         | Sieger                             | Finalgegner                        | Ergebnis      |
| ---------------------------- | ---------------------------------- | ---------------------------------- | ------------- |
| 2001                         | Tim Crichton Ashley Fisher         | Emanuel Couto Pedro Pereira        | 6:3, 6:4      |
| 1998–2000: nicht ausgetragen |                                    |                                    |               |
| 1997                         | Glenn Weiner Herbert Wiltschnig    | Eduardo Medica Mariano Puerta      | 6:3, 6:4      |
| 1994–1996: nicht ausgetragen |                                    |                                    |               |
| 1993                         | João Cunha e Silva Jack Waite      | Francisco Montana Gilbert Schaller | 4:6, 6:3, 6:0 |
| 1991–1992: nicht ausgetragen |                                    |                                    |               |
| 1990                         | Hendrik Jan Davids Jacco Eltingh   | César Kist Danilo Marcelino        | 6:4, 3:6, 6:3 |
| 1986–1989: nicht ausgetragen |                                    |                                    |               |
| 1985 (2)                     | Nelson Aerts Alexandre Hocevar (2) | Tom Nijssen Johan Vekemans         | 7:6, 6:4      |
| 1985 (1)                     | Dácio Campos Luiz Mattar           | Álvaro Fillol Dominik Utzinger     | 7:6, 6:4      |
| 1984                         | Nelson Aerts Alexandre Hocevar (1) | Ivan Kley Fernando Roese           | 6:4, 2:6, 7:6 |
| 1983                         | David Carter Steve Meister         | Givaldo Barbosa João Soares        | 6:3, 6:3      |
| 1982                         | Givaldo Barbosa João Soares        | Carlos Kirmayr Cássio Motta        | 7:6, 6:1      |
| 1981                         | Carlos Kirmayr Cássio Motta        | José Luis Damiani Thomaz Koch      | 7:6, 6:4      |
| 1980                         | Jorge Andrew Markus Günthardt      | Kevin Harris Craig Wittus          | 4:6, 6:3, 7:6 |